# Takaaki Hayashi
Takaaki Hayashi (jap. 林 貴昭, Hayashi Takaaki; * um 1975) ist ein japanischer Badmintonspieler. 

## Karriere
Takaaki Hayashi nahm 1995 an den Badminton-Weltmeisterschaften teil, schied dort jedoch in Runde eins des Doppels und Runde zwei des Einzels aus. Bei den Italian International 1999 wurde er Zweiter im Doppel. National gewann er 1999 bei der Erwachsenenmeisterschaft die Doppelkonkurrenz gemeinsam mit Katsuya Nishiyama.